# Балаян Валерій Вазгенович
Валерій Вазгенович Балаян (нар. 30 серпня 1960 р.) — радянський, російський і український режисер та сценарист неігрового кіно. Член  Національної спілки кінематографістів України, член Правління Кримського відділення Національного Союзу кінематографістів України, член Національної спілки журналістів України.
Також відомий лектор громадської освіти та  викладач низки закладів вищої освіти ( Москва, Київ, Одеса,  Рига).

## Біографія
Починав свій шлях у кінематографі різноробочим на кіностудії «Ленфільм» (1980–1982) — в знімальних групах Дінари Асанової, Іллі Авербаха, Михайла Єршова, Володимира Фетіна, Сергія Овчарова та ін.
У 1982 році прийнято асистентом оператора на Ленінградську студію документальних фільмів. Працював в знімальних групах Олексія Учителя, Миколи Обуховича, Сергія Скворцова, Павла Когана та ін.
У 1984 році вступив на сценарне відділення Вищих курсів сценаристів і режисерів Держкіно СРСР (майстерня Леоніда Гуревича). У 1989 році закінчив навчання як режисер неігрового кіно ВКСР. Дипломну роботу-фільм «Англетер» (1989) захистити так і не вдалося. У наступні роки за сценаріями Валерія Балаяна поставлені понад 40 документальних фільмів і більше 70 він зняв самостійно як режисер.

### Освіта
Отримав освіту в Ленінградському фінансово-економічному інституті, закінчивши його в 1982 році.

1987 — Вищі курси сценаристів і режисерів Держкіно СРСР — драматург неігрового кіно.

1989 — Вищі курси сценаристів і режисерів Держкіно СРСР — режисер неігрового кіно.

## Громадська позиція
У 2018 підтримав звернення Європейської кіноакадемії на захист ув'язненого у Росії українського режисера Олега Сенцова.
Багато років є лектором та тренером курсів громадянської освіти для дорослих, член ЕЕNCE (https://eence.eu)

## Фільмографія
Валерій Балаян є автором сценарію більше 40 і режисером більше 70 неігрових теле- і кінофільмів.

### Сценарист
- «Земля і вода» — 20 хв, реж. Микола Макаров, к / ст ВДІКу
- «У пошуках портрета» — 20 хв., Реж. Микола Обухович, ЛСДФ 1987 рік.
- «Життя по ліміту» (спільно з В. Суворовим), ЛСДФ, 1987, реж. Микола Обухович
- «Зразок почерку» — 20 хв. ч / б, реж. Саулюс Бержініс, Свердловська кіностудія, 1987 р
- «Раскинулось море широко» (спільно з В. Суворовим) 30 хв, реж Микола Макаров, «Леннаучфільм» 1988 р.
- «Четвертий сон Анни Андріївни» 30 хв, реж. Микола Обухович, ЛСДФ 1988
- «Про повітряне літання в Росії» (спільно з В. Суворовим), к\ст Київнаукфільм, 1989 г. Реж. Олексій Балабанов
- «У пошуках Мнемозіни» — 20 хв. Леннаучфільм 1989 реж. Альберт Мартинов
- «Знак тире» (спільно з В. Бондар) — 50 хв, Укркінохроніка, 1991 р., реж. Сергій Буковський
- «Китайська Атлантида» — 50 хв, Свердловська кіностудія 1990 р реж. Борис Урицький

### Режисер
- «Англетер» — 30 хв, колір, кіно, ЛСДФ, 1989 р
- «Солодкий сон» — студія ШАР, кіноплівка 1 частина, Москва 1991
- «Невідомий Кремль» — 52 хв, відео, ст. ФФ для каналу ОРТ 1994
- «Кремль. Образи» - 52 хв. відео, ст. ФФ для каналу ОРТ 1995
- «Між небом і землею» — 30 хв., Відео
- «Володимир Набоков. Таємна пристрасть» - 26 хв, студія ФФ для каналу Культура, 1996 рік
- «Приватизація: як це було насправді» — 52 хв. ст. ФФ для каналу ОРТ 1996р
- «Громадська думка» — 20 хв. Індепендент Імідж (Велика Британія) 1996 р.
- «Ось такий театр» — 2 частини по 13 хв, BBC, Лондон, 1997
- «До іншого берегу» — 2 частини по 13 хв, BBC, Лондон, 1997
- «Анна і Амедео» — 26 хв., Відео, ст. ФФ для каналу Культура, 1997 р.
- «Таємні товариства в Радянській Росії» — 40 хв, відео, ДРТ, 1997 р.
- «Родина електрики» — 39 хв., Рен-ТВ, 2000 р.
- «Росія. Початок» — 26 хв., Студія «Вертов» 2001
- «Невідомі онуки Калашникова» — 52 хв, Майстер фільм для РТР 2001
- «Під Андріївським прапором» — 44 хв, Майстер-фільм для РТР, 2002 рік
- «Ісаак Шварц» — 39 хв., Телеканал «Культура», 2002 рік
- «Жовті зірки на вічному небосхилі» — 1 частина, кіноплівка, РЦСДФ, 2002 рік
- «Соло для ракети» 44 хв. Майстер-фільм для РТР 2002
- «Георгій Гачев» — 39 хв., Телеканал «Культура», 2003 рік
- «Донатас Баніоніс» — 39 хв., Телеканал «Культура», 2003 рік
- «Григорій Померанц» — 26 хв, «Студія СВС», 2003 рік
- «Наталія Бехтерєва» — 26 хв, «Студія СВС», 2003 рік
- «Отар Іоселіані» — 39 хв, «Культура», 2004рік
- «Ігор Померанцев» — 39 хв, «Культура», 2004 рік
- «Сос Саркісян» — 26 хв, «Культура», 2004 рік
- «Вадим Скуратівський» — 26 хв, «Культура», 2004 рік
- «Східна пісня, чи телебачення в Зоні» — 26 хв., РЦСДФ, 2004 рік
- «Той самий Ваня Солнцев» — 39 хв., Майстер-фільм, 2004 рік
- «Лист розстріляному батькові» — 52 хв., Майстер-Тейп, 2004 рік
- «Олександр П'ятигорський. Чисте повітря твоєї свободи» - 26 хв, «Культура», 2004 рік
- «Перша Леді в країні Чингіз-Хана» — 52 хв., «Добре-Продакшн» для ОРТ, 2005 рік
- «Містерії другого фронту» — 52 хв., Студія «Марафон Арт», 2005 рік
- «Мераб Мамардашвілі» — 39 хв, «Культура», 2005 рік
- «Олександр Аскольдов. Доля Комісара» - 52 хв, Кінокомпанія» Комісар "(Мосфільм) 2005 рік
- «Друга хвиля» — 26 хв., Майстер-фільм, 2006 рік
- «Віктор Некрасов» — 39 хв, «Культура» 2006 рік
- «Глобальний переділ» — 70 хв, Студія «Острів», 2006 рік
- «Романс Надіра» — 18 хв, власне виробництво 2006 рік. Офіційний конкурс фестивалю в Мадриді (Іспанія) і ряду інших фестивалів на Україну, в Італії та Франції
- «Урга 1912. Спогад про непрошедших» - 39 хв., Майстер-фільм, 2007 рік
- «Лев Копелєв» — 39 хв, «Культура» 2007 рік
- «Камені, що закривають вхід» — 39 хв, Студія СВС 2007 рік. Офіційний конкурс правозахисних кінофестивалів у Варшаві (WatchDoc), Москві (СТАЛКЕР), Києві, Єкатеринбурзі та Ризі (2007)
- «Друга Колиска» — 44 хв. «Православна енциклопедія» на замовлення ВГТРК 2007р
- «Молитва надії» — 44 хв. «Православна енциклопедія» на замовлення ВГТРК 2008р
- «Дві долі» — 44 хв. «Православна енциклопедія» на замовлення ВГТРК 2008
- «Православна Африка» — 44 хв. «Православна енциклопедія» на замовлення ВГТРК 2008
- «Давні східні церкви» — 52 хв. «Православна енциклопедія» 2009 рік
- «Духовні основи цивілізації» — 3 серія, 52 хв. «Православна енциклопедія» 2009 рік
- «Любіть мене, будь ласка» — 75 хвилин, власне виробництво, 2010 рік
- «Ностальгія по шибці» 24 хв. власне виробництво 2011 рік.
- «Прах і попіл» 39 хв «Культура» 2011
- «Історія без терміну давності» 60 хв. Телеканал RTVC (Canada) 2011 р.;
- «Думати не треба. Плакати не можна »39 хв. «Культура» 2011 р.
- «Вірменська спадщина Європи» 90 хв. «Фонд Ренесанс» 2011 г. [3]
- «Загибель імперії» 70 хв, кіностудія «Мірабель» при к / ст «Мосфільм» 2012 року - заборонений Фондом Єгора Гайдара
- «Ехо великих голосів» 39 хв. Студія «СВС» для Телеканалу «Культура» 2012 р.
- «Володимир Войнович. Залишитися собою »39 хв кіностудія« Мірабель , 2012 р - заборонений до показу телеканалом        "Культура "
- «Козаки. Під звуки тірольського маршу »39 хв. 2013 рік телеканал "Культура"
- «Райдуга над Каракумами» 52 хв. Студія «Магіка-фільм» Київ, 2014 рік.
- «Остання поема» 90 хв. власне виробництво. Москва - Київ, 2015 рік.
- «Хуізмістерпутін». 100 хв., Власне виробництво Москва - Київ, 2016 рік.Хуізмістерпутін [Архівовано 5 серпня 2016 у Wayback Machine.]
- «Enjoy» — 15 хвилин, виробництво Inspiration films, Україна, Київ, 2016 рік
- «Між ямбом і верлібром» — телеспектакль по перформансу Софії Сітало, студія "У центрі уваги", Україна, Суми , 2017 рік
- «Володимир Балух. Судний день» — 13 хвилин, Телерепортаж "Крим-реалії" Київ 2018
- «Перукар з Єревану» — 25 хв. , Телерепортаж Open media , 2019
- «Родинна справа» — 52 хв. "Добранічфільм", Київ, 2019
- "Кримські татари та українці. Віхи спільного шляху та боротьби" Серіал із 5 документальних телефільмів. Київ, 2021

Крім того, Валерій Балаян протягом ряду років працював у штаті телекомпанії РЕН-ТВ, де виробляв ток-шоу для дітей та циклові передачі в жанрі репортажу (1998–2000 роки), а також у телекомпаніях «Альма-Матер» (головний режисер), «Культура», РТР (Телеканал «Росія»), ТВЦ і АСС-ТВ («Цивілізація») — (режисер-постановник).
З 2003 року — викладач кінодраматургії Всеросійського Державного інституту кінематографії.
C 2008 року — спеціальний кореспондент Радіо «Свобода» в Криму (Україна).

## Нагороди та премії
- 1986 рік — Головний приз фестивалю «Молодість» (Київ) за фільм «Земля і вода»
- 1987 рік — Приз ФІПРЕССІ (Краків) за фільм «Земля і вода»
- 1990 рік — Приз Відкритого фестивалю неігрового кіно в Єкатеринбурзі за фільм «Китайська Атлантида»
- 1991 рік — Спецприз «Пам'яті майстрів, що пішли» «Росія» (Єкатеринбург) за фільм «Знак тире»
- 1996 рік — Спецприз журі фестивалю у Кракові за фільм «Між небом і землею»
- 2006 рік — Гран-прі відкритого фестивалю «РОСІЯ» в Єкатеринбурзі за фільм «Олександр Аскольдів. Доля Комісара»
- 2006 рік — Спецприз журі фестивалю ЛІТЕРАТУРА І КІНО «За фільм, що увібрав у себе трагічну долю режисера і фільму» за фільм «Олександр Аскольдів. Доля Комісара»
- 2006 рік — Приз Гільдії кінознавців і кінокритиків РФ За вірність ідеї «комісарів у запилених шоломах» за фільм «Олександр Аскольдів. Доля Комісара»
- 2006 рік — Приз газети «Культура» «за фільм, на прикладі однієї драматичної життя зумів так багато сказати про долю цілого покоління», за фільм «Олександр Аскольдів. Доля Комісара».
- 2008 рік — Приз і диплом кінофестивалю «Радонеж» за фільм «Православна Африка»
- 2008 рік — Приз і диплом фестивалю «ЗОЛОТИЙ ВИТЯЗЬ» за фільм «Молитва надії»
- 2011 рік - спеціальний приз журі в Празі на фестивалі One World за фільм «Любіть мене, будь ласка»
- 2011 рік - спеціальний приз імені Павла Когана на міжнародному фестивалі «Послання до людини» в Санкт-Петербурзі - фільму «Ностальгія по віконному склу»;
- 2011 рік - друге місце в конкурсі Національної телевізійної премії «Країна» за фільм «Романс Надіра»
- 2015 рік - Премія Національної Спілки кінематографістів України за кращий неігровий фільм
- 2015 року   2016 рік - приз і диплом фестивалю "Євразійський міст" за фільм "Остання Поема"